# Hasse Hansson (ishockeytränare)
Hasse Hansson, född den 13 augusti 1952 i Uppsala, (senare flyttad till Borås) är en svensk ishockeytränare. 

## Biografi
Som hockey coach har Hasse bland annat tränat Nittorps IK, Borås HC, Linköping, Stavanger Viking, Odense IK och Ulricehamns IF. Från säsongen 2005/2006 var Hansson huvudtränare för Halmstad Hammers HC. Dock gick Halmstad Hammers i konkurs samma säsong. Till säsongen 2006/2007 tränade Hansson istället Ulricehamns IF där han var i fem säsonger bortsett från säsongen 2007/2008 och 2008/2009 då han tränade Örebro HK. Dock fick han sparken ifrån Örebro den 25 januari 2009 och ersättes av Lars Andersson. Säsongen 2012/2013 och 2013/2014 var Hansson huvudtränare för norska Rosenborg IHK. Säsongen 2016/2017 blev hans sista säsong då han var assisterande tränare för HV71:s damlag i SDHL.